# Georg Daniel Teutsch

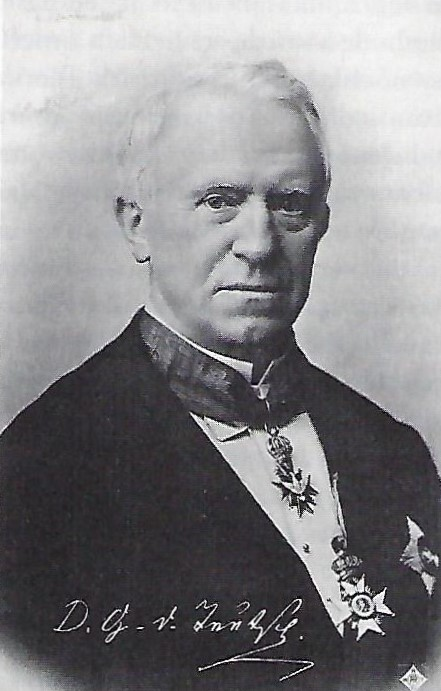
Georg Daniel Teutsch

Georg Daniel Teutsch (* 12. Dezember 1817 in Schäßburg; † 2. Juli 1893 in Hermannstadt) war ein siebenbürgischer Geistlicher, Lehrer, Theologe, Historiker und Politiker. Er war von 1867 bis 1893 Bischof der Evangelischen Kirche A.B.

## Leben
Teutsch wurde als zweites von vier Kindern des Seifensieders Martin Benjamin Teutsch und seiner Frau Maria Katharina geb. Weiß  geboren. Die Familie wohnte in Schäßburgs Baiergasse. Er besuchte die Grundschule und die Bergschule Schäßburg, an der er als vorzüglicher Schüler am 1. August 1837 die Matura ablegte. Danach studierte er ab Herbst 1837 Geschichte und Evangelische Theologie an der Universität Wien, um es ein Jahr später an der Friedrich-Wilhelms-Universität zu Berlin fortzusetzen. Da der Vater plötzlich starb, musste Teutsch das Studium aus finanziellen Gründen nach vier Semestern unterbrechen. Er kehrte nach Schäßburg zurück und verdiente seinen Lebensunterhalt als Hauslehrer der ungarischen Adelsfamilie Magyay in Karlsburg und Baksay in Falkendorf. Er nutzte den Zugang zur Karlsburger Bibliothek (gegründet vom katholischen Bischof Ignác Batthyány) und zur Brukenthal-Bibliothek in Hermannstadt, beide reich an Handschriften und Büchern zur Geschichte Siebenbürgens. Die Brukenthal-Bibliothek wurde zu Teutschs Studierstube, in der er das Studium als Autodidakt fortsetzte. 1842 nach Schäßburg zurückgekehrt, schloss er das Studium am 3.–4. Januar 1843 mit einer Dissertation in Geschichte, Pädagogik und Theologie ab, Darauf wurde er Lehrer an der Bergschule Schäßburg, Konrektor 1845 und Rektor von 1850 bis 1863. 1863 wechselte Georg Daniel Teutsch vom Lehramt ins Pfarramt und wurde zunächst Pfarrer der evangelischen Gemeinde Agnetheln. Am 19. September 1867 wurde er zum Bischof der Evangelischen Kirche A.B. in Siebenbürgen gewählt. In diesem Amt blieb er bis zu seinem Tod.
Georg Daniel Teutsch heiratete 1845 Charlotte Berwerth, mit der er einen Sohn hatte und die ein Jahr später verstarb. Die Schwestern Berwerth kamen aus einer Familie, in der väterlicherseits wie mütterlicherseits über Generationen Pfarrer in Siebenbürgen nachzuweisen waren; u. a. der Bischof Georg Haner. Aus der zweiten Ehe mit der Schwägerin Johanna Wilhelmine Berwerth gingen neun Kinder hervor. Einer seiner Söhne, Friedrich Teutsch, war von 1903 bis 1932 ebenfalls Sachsenbischof.

## Wirkungskreis

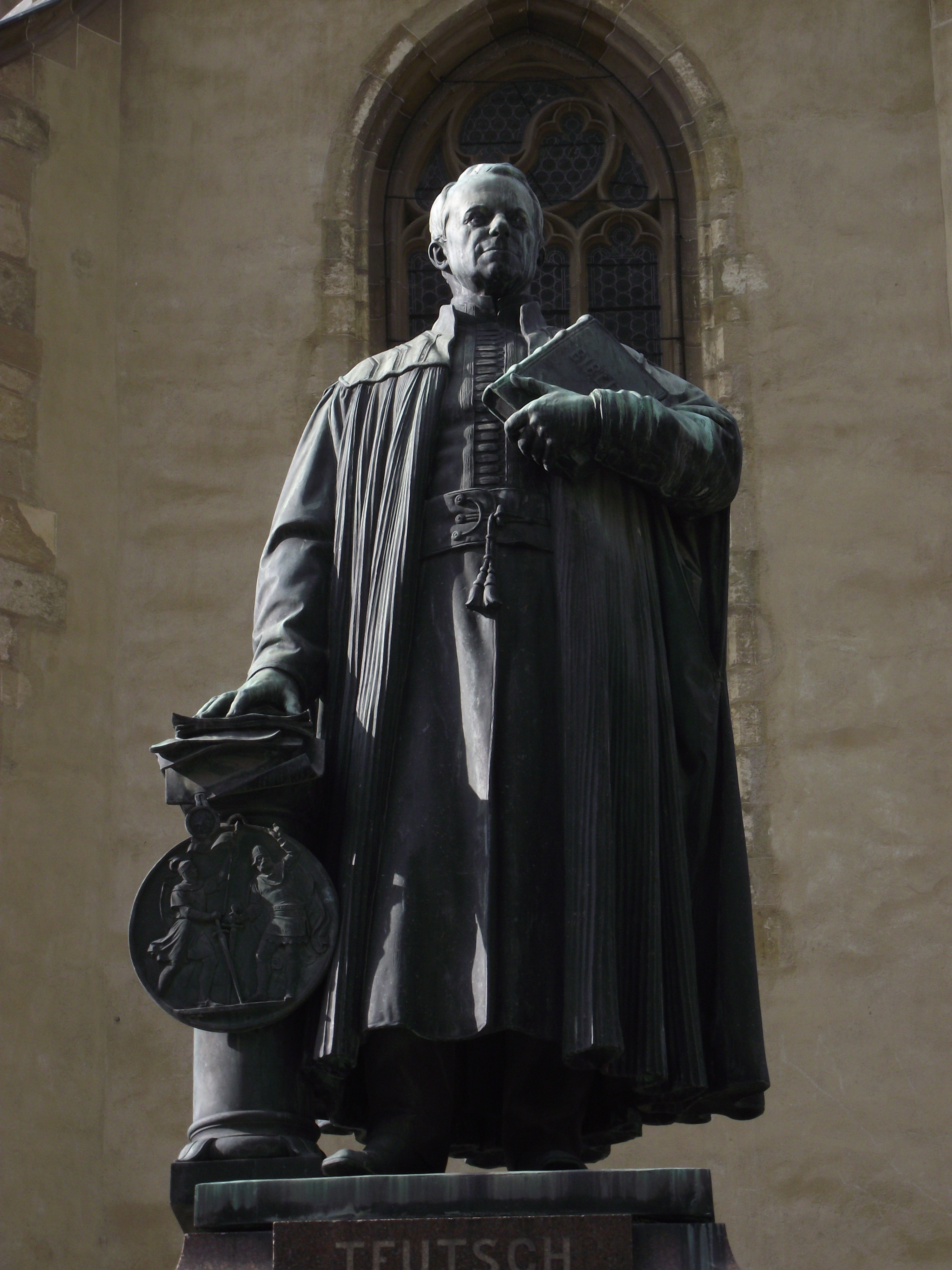
Teutschs Standbild in Hermannstadt (Adolf von Donndorf)

Teutschs Wirken in Lehramt, Theologie und Politik war auf die Erhaltung der kulturellen, wirtschaftlichen und territorialen Autonomie der Siebenbürger Sachsen ausgerichtet.

### Lehramt
Seinen ersten Beruf, den des Lehrers, hat er 21 Jahre lang an der Schäßburger Bergschule ausgeübt, davon 13 Jahre als Direktor/Rektor der Schule (1842–1863). Während seiner Lehramtszeit reformierte und entwickelte er das Schulwesen der Bergschule, wobei diese landesweiten Ruhm erlangte. In dieser Schule wurden Lehrer und Pfarrer ausgebildet. Die Schulzeit des Seminars wurde von 2 auf 3 Jahre erweitert. Der Organisationsentwurf der Schulreform, der bis 1883 in Geltung blieb, wurde von ihm gutgeheißen und später im Auftrag des Oberkonsistoriums in Endfassung gebracht. Er vereinheitlichte landesweit den Grundschul-, Gymnasial- und Seminarunterricht, wobei sowohl der klassisch-humanistische Unterricht wie auch die Realfächer gleichermaßen berücksichtigt wurden. Diesem ersten Beruf sollte er später, als Pfarrer und noch mehr als Bischof, die Treue halten; nach Amtsantritt in Agnetheln förderte er den Bau einer neuen Schule (die heute seinen Namen trägt) und wirkte für den Ausbau und die gesetzliche Regelung des Unterrichts an Volksschulen. Das 1879 erlassene ungarische Schulgesetz, welches die Einführung der ungarischen Sprache in den deutsch-evangelischen Schulen verfügte, weckte die besondere Aufmerksamkeit Georg Daniel Teutschs und seiner Mitarbeiter. Der einmütige Protest begründete sich dadurch, dass die Mehrheit der Grundschüler keine Gelegenheit hatten, diese Sprache jemals zu gebrauchen. Es bestand die Sorge, dass diese Maßnahme der Magyarisierung Vorschub leisten würde. Gegen Ende seines Lebens wurde unter seiner Leitung das Lehrerseminar aus Hermannstadt ins Leben gerufen. Ein großes Anliegen war ihm zeitlebens der Fortschritt der Landwirtschaft. In die Zeitspanne als Lehrer gehört auch die Revolution von 1848/1849 im Kaisertum Österreich. Er war Hauptmann der Schäßburger Bürgerwehr, die gemeinsam mit der kaiserlich-königlichen Armee den Bürgerkrieg gegen die von Josef Bem geleitete k.u. Landwehr gewann.

### Theologie
Nach Antritt seines Amtes als Pfarrer wirkte er für die Inkraftsetzung der neuen Kirchenordnung, die er 1861 maßgeblich mitbestimmt hat. Der Bischofssitz wurde nach seiner Wahl zum Bischof von Birthälm nach Hermannstadt zurückverlegt. Entsprechend der neuen Kirchenverfassung förderte Teutsch in der Folgezeit die Zusammenarbeit zwischen den Geistlichen und den Weltlichen. Die Volkskirche wurde unter seiner Führung als Bischof vollendet und gestärkt. Dazu trugen auch die Visitationen bei, die er von 1870 bis 1884 vornahm. Er schaffte es, sämtliche Gemeinden der Landeskirche zu visitieren, außer einer einzigen, der in Kleinalisch, die wegen Typhus gesperrt war. Die Berichte, die er über ihre Durchführung dem Landeskonsistorium erstattete, gaben den Zustand der Kirche und des Volkes zu dieser Zeit wieder. Sie sind ein zeitgeschichtliches Dokument erster Ordnung. Das Ergebnis dieser Visitation ist nicht einheitlich; seine Berichte über die verschiedenen Kirchenbezirke spiegeln ein äußerst buntes und unterschiedliches Bild wider und beleuchten alle Bereiche der jeweilig visitierten Gemeinde.
Er konnte es nicht verhindern, dass im Zuge der nationalen Bewegung unter den Völkern Siebenbürgens die magyarisch-lutherischen Gemeinden, die seit alters her zur sächsischen Kirche gehörten, sich in ihr nicht mehr heimisch fühlten und ihren Anschluss an die lutherisch-magyarische Kirche des Theißdistrikts verlangten. In den Jahren 1876 bis 1886 vollzog sich die Trennung von 16 lutherischen Gemeinden magyarischer Sprache von der deutschsprachigen lutherischen Kirche, allein zehn davon vom Kronstädter Kirchenbezirk.
Als Theologe war er bestrebt, der Nation das seiner Meinung nach edelste der Güter, den Glauben an das Evangelium und in ihm die Freiheit des Geistes, zu erhalten, die reine Lehre im Sinne des lutherischen Bekenntnisses. Für ihn war es eindeutig, dass Recht, Verwaltung und Gericht noch nicht allein die tieferen Werte der Gemeinschaft begründen konnten.
Man kann den Einfluss der Theologen der Vermittlung feststellen, der Vermittlung zwischen ewigen und zeitlichen Gütern zwischen den einzelnen protestantischen Kirchen, der Vermittlung zwischen dem christlichen Glauben und den kulturellen Schöpfungen des menschlichen Geistes. Dieses kam auch seinen liberalen Anschauungen entgegen, denn vom Gebiete des Kirchenrechts her war die Verfassung, für die er sich noch in seiner Zeit als Weltlicher eingesetzt hatte, in ihrem Aufbau aus einer deutschen Unionskirche übernommen worden. Er bezeichnete sich selbst als Rationalisten. Als solcher hatte er schon in seiner Dissertation am 3. und 4. Januar 1843 in der theologischen These den Bekenntnisschriften die Eigenschaft abgesprochen, Glaubensnorm zu sein, und somit das Dasein des Teufels geleugnet. Dieses war auch der Grund, weshalb  er später für die restaurative Bewegung des Katholizismus kein Verständnis aufbringen konnte und warum er auch die restaurativ-konfessionellen Bestrebungen in den evangelischen Kirchen ablehnte.
Seine Predigttätigkeit zeigt, wie er die Aufgabe als Pfarrer und Verkündiger verstand; er sprach in seinen Predigten gerne von der Entwicklung zu einem höheren Ziele hin, in die sich der Einzelne durch sein Streben nach einer höheren Sittlichkeit einordnen solle. Er bemerkte, dass die Reformatoren die Bahn zur Forschung geöffnet hätten, so dass der Mensch in den Stand gesetzt werde, die Entwicklung seiner Zeit vorauszusehen, um in seinem Wirken das Sinnliche zu freiem Gehorsam unter das Sittliche zu bringen.
Seine Verkündigung war vornehmlich sittlich geprägt; er sprach von der Vaterliebe Gottes, der das reuige Kind wieder annimmt. Dazu kam noch die Betonung der Gemeinschaft, in einer Zeit, in der sich die Vereinzelung innerhalb der Gemeinde immer mehr bemerkbar machte. Sein ungebrochener Vorsehungsglauben, der sich aus seinem persönlichen Leben und dem Geschick des eigenen Volkes als kräftig erwiesen hat, birgt in seiner optimistischen Weltanschauung wenig Skrupel und Zweifel darüber, ob sein Weg richtig gewesen wäre.
Für ihn, als ehemaligen Lehrer, zählte in erster Reihe die rechte Bildung, die alte Welt- und Lebensanschauung, so dass der Glaube mit ihnen und nicht mit der „Barbarei“ einhergehen konnte. Darum ist es verständlich, dass er ein Anhänger der historischen Theologie war. Er suchte von der Geschichte her den Zugang zur Überlieferung von Jesus zu gewinnen und den Weg des Christentums durch die Geschichte zu verstehen. Das Evangelium war für ihn eine geschichtliche Größe mit einem ewigen Inhalt, ein höchster göttlicher Geist, der nach allen Richtungen menschlicher Entwicklung gewirkt habe. Es sei Jesus, der mit seinem warmen Herzen für uns einstünde. Er vertrat die Meinung, dass uns im Neuen Testament das Christentum Christi entgegentrete und seine Schriften uns die Entwicklung zur geistigen Reife bringen würde.
Gegen Ende seines Wirkens trat auch seine Erkenntnis der Lebensgemeinschaft des Glaubenden mit dem Heiland hervor, weil der Mensch als „ein Hauch des göttlichen Geistes“ zur Gotteskindschaft und Bruderliebe bestimmt sei. Er sah die geschichtliche Entwicklung der Menschheit als einen Weg, der das irdische Dasein zum Anfang des Gottesreiches umgestalte, wo die Gebote Gottes, die zur Gottesliebe und Nächstenliebe aufrufen, erfüllt werden. Weil dieses in der Kirche geschah, welche die irdische Verwirklichung des Reiches Gottes darstelle, sah er sein Lebenswerk in der Gestaltung dieser, der Volkskirche, und hinterließ sie der späteren Generationen als Erbe.
Auch als Bischof wurden ihm manche Ehrungen zuteil. Von 1870 war er Vorstand des Vereins für Siebenbürgische Landeskunde, Mitglied des Zentralvorstandes der Gustav-Adolf-Stiftung ab 1882, Ehrendoktor der Juristischen Fakultät der Universität Berlin, und 1884 wurde er zum Ehrendoktor der philosophischen Fakultät von Jena ernannt. Eine besondere Ehrung war für ihn auch die Einladung zur Einweihung der Schlosskirche von Wittenberg im Oktober 1892.

### Politik
Zu der Zeit, da sich der „Sturmhauch des Vormärz“ von Westen her kommend auch in Siebenbürgen bemerkbar macht, wird der junge Teutsch Gymnasiallehrer in Schäßburg. Seine Grundhaltung ist vom Verlangen nach Freiheit und Fortschritt bestimmt, verbunden mit einer großen Liebe zum sächsischen Volk. Als eifriger Mitarbeiter des in Kronstadt erscheinenden „Wochenblattes“, tritt er für Neuerungen im Verwaltungswesen ein, für Öffentlichkeit der Verhandlungen und für freie Wahlen. Am 30. Mai 1848 finden wir Teutsch auf dem Siebenbürgischen Landtag in Klausenburg unter den sächsischen Abgeordneten, die vom Schwung der ungarischen Revolution bewegt, im Vertrauen auf die den Sachsen gemachten Versprechungen für die Union Siebenbürgens mit Ungarn stimmen. Als sich danach zeigt, dass die Mehrheit der vorwiegend konservativen Sachsen diese Entscheidung ablehnt und der ungarische Reichstag in Pest nichts von Versprechungen wissen will, ist er zutiefst enttäuscht und sieht sich gezwungen, die Richtung seines Handelns zu ändern. Es kommt zur Gründung sächsischer Bürgerwehren, die sich gegen das Revolutionsheer stellen. Teutsch wird Hauptmann der Schäßburger Bürgerwehr, die allerdings bei der späteren Schlacht bei Schäßburg gar nicht zum Einsatz kommt.
Nach der Niederschlagung der Revolution tritt nur vorübergehend Ruhe ein, dann brechen die Gegensätze von neuem auf. Aus Liebe zum sächsischen Volk ist Teutsch nun ein entschiedener Gegner der Union mit Ungarn, seine fortschrittliche und liberale Grundhaltung behält er aber bei. Als Pfarrer von Agnetheln wird er Abgeordneter des Schenker Wahlkreises auf dem Landtag in Hermannstadt (1863/4) und vertritt den sächsischen Standpunkt auch im Reichsrat in Wien (1864/5), wo er Einblick in manche Hintergründe der Politik gewinnt. In der Folge bringen es die politischen Ereignisse mit sich, dass die Union durchgeführt wird und es zur Gründung der österreichisch-ungarischen Doppelmonarchie kommt. An dieser Stelle könnte man von einer weiteren großen Enttäuschung reden, doch lässt sich Teutsch davon nicht irritieren.  Er anerkennt die gegebene Lage und setzt sich auch unter den neuen Umständen entschieden für das Recht seines Volkes und seiner Kirche ein. Er wird sächsischer Abgeordneter im ungarischen Parlament (1866/8) und ist 1867 bei der Königskrönung in Pest zugegen. Im selben Jahr wird er zum Bischof gewählt und ist als solcher bis zu seinem Lebensende Mitglied im Magnatenhaus.
Die mehr als 25 Jahre seines Wirkens als Bischof sind in politischer Hinsicht eine Zeit zähen Ringens. Obgleich das Gesetz die Autonomie des Kirchen- und Schullebens aussprach, wurde diese durch nationalistische Tendenzen der neuen Regierung in Budapest wiederholt in Frage gestellt. Der schwerste Schlag war die sogenannte „Zertrümmerung des Königsbodens“ 1876, das heißt die Auflösung der historischen Gruppenrechte der Siebenbürger Sachsen. Unermüdlich trat Teutsch für diese ein, als Historiker hatte er das Rüstzeug dazu und sein starkes Pflichtbewusstsein gebot ihm, entsprechend seinem Amtseid für das Recht seiner Kirche und der ihr angehörenden Glieder einzutreten. Nicht weniger als 32-mal besuchte er die höchsten Regierungsstellen, um seine Anliegen persönlich vorzutragen und ließ sich nicht entmutigen, wenn er wenig oder gar nichts erreichte. Seine klare Argumentation und seine starke Persönlichkeit verschafften ihm immerhin Achtung und so konnte er in kleinen Schritten das Mögliche durchsetzen. Dazu gehörte der Bestand des deutschen Schulwesens, das der evangelischen Kirche unterstand und das die wichtigste Stütze der deutschen Bevölkerung war. Teutschs Persönlichkeit setzte es auch durch, dass die durch ihn straff organisierte Kirche nach der Auflösung des „Königsbodens“ im Volk und auch bei der Regierung als die Vertreterin der sächsischen Gruppeninteressen angesehen wurde.

### Geschichtswissenschaft
Schon als Schüler am Schäßburger Gymnasium zeigte Teutsch ein besonderes Interesse an der vaterländischen Geschichte und fand Anregungen dazu nicht nur bei seinen Lehrern, sondern auch in einem gedruckten Büchlein des Hermannstädter Gymnasiallehrers und Forschers Johann Karl Schuller. Während seines Studiums in Berlin hörte er bei dem berühmten Historiker Leopold Ranke Geschichte des Mittelalters und der Neuzeit. Nach seiner Heimkehr setzte er seine Studien fort und schrieb in ein Heft „Merke zu einer Geschichte der Sachsen in Siebenbürgen“ (1839). Als Hauslehrer in Karlsburg nützte er die Gelegenheit, in der reichen Batthyanischen Bibliothek zu studieren. 1842 nahm er an der ersten Generalversammlung des Vereins für siebenbürgische Landeskunde teil, den er durch zahlreiche Beiträge förderte und dessen Vorstand er ab 1869 war. 1844 verfasste er einen „Abriss der Geschichte Siebenbürgens“ und 1846 begann er mit der breit angelegten und auf Quellenstudien beruhenden „Geschichte der Siebenbürger Sachsen  für das sächsische Volk“, die 1852 bis 1858 in fortlaufenden Heften im Druck erschien. Dieses Werk endete mit dem 17. Jahrhundert. Es konnte nicht weitergeführt werden, weil Teutsch in den darauf folgenden Jahren durch seine kirchlichen und politischen Aufgaben voll ausgelastet war, dennoch ging es schon zu seinen Lebzeiten in das Bewusstsein des sächsischen Volkes als die Sachsengeschichte ein. Später hat sein Sohn das Werk vollendet.
Trotz der vielfachen Aufgaben und  Belastungen, denen Teutsch ausgesetzt war, blieb der echte Historiker in ihm zeitlebens wach. Schon 1862, noch als Rektor des Gymnasiums in Schäßburg, hatte er den ersten Band des Urkundenbuches der evangelischen Landeskirche A.B. in Siebenbürgen herausgegeben, das eine Sammlung von Dokumenten aus dem 16ten und 17ten Jahrhundert enthält. Rund 20 Jahre danach, anlässlich des Lutherjahres 1883, gab er „Die Synodalverhandlungen der evangelischen Kirche A.B. in Siebenbürgen im Reformationsjahrhundert“ als zweiten Band des Urkundenbuches heraus. Im Lauf seines Lebens erschienen 87 Werke und größere Studien im Druck, daneben ungezählte kleinere Beiträge. Eine besondere Qualität haben auch die zahlreichen Lebensbilder siebenbürgischer Persönlichkeiten, die einen lebendigen Beitrag zur Geschichte und Kulturgeschichte Siebenbürgens bilden. Seine umfassenden historischen Studien stellte Teutsch auch immer wieder in den Dienst aktueller Auseinandersetzungen. Bei Fragen der Neuorganisierung der Kirche oder des Rechtsstatus der Sachsen konnte er immer wieder auf historische Erfahrungen und Argumente zurückgreifen. Teutschs Werk als Historiker wurde weit über die Grenzen seiner Heimat hinaus wahrgenommen.

## Nachfahren
Der Cellist Götz Teutsch ist ein Urenkel.

## Ehrungen
- Gedenktag 2. Juli im Evangelischen Namenkalender.[2]
- Dr. theol. h. c. der Universität Jena (1882)
- Dr. iur. h. c. der Friedrich-Wilhelms-Universität zu Berlin (1884)
- Dr. phil. h. c. der Universität Jena
- Berufung in den Gelehrtenausschuss des Germanischen Museums
- Ehrenmitglied des Leipziger Schillervereins[3]
- Auswärtiges Mitglied der Bayerischen Akademie der Wissenschaften (1874)[4]